# Svizzera all'Eurovision Song Contest 1972
La Selezione Svizzera per l'Eurofestival 1972 si svolse nel 1972.

## Canzoni in ordine di presentazione
| Posizione | Canzone                       | Artista            |
|           | Le chercheur d'or             | Pierre Alain       |
|           | Capitaine                     | Pierre Alain       |
|           | Tout ira bien                 | Carola             |
|           | La rose et le tambour         | Véronique Müller   |
| 1.        | C'est la chanson de mon amour | Véronique Müller   |
|           | Lass mich beten für die liebe | Rocky Till Singers |